# Ніщеви
Ніщеви (пол. Niszczewy) — село в Польщі, у гміні Ваґанець Александровського повіту Куявсько-Поморського воєводства.
Населення — 243 особи (2011).
У 1975-1998 роках село належало до Влоцлавського воєводства.

## Демографія
Демографічна структура станом на 31 березня 2011 року:
|          | Загалом | Допрацездатний вік | Працездатний вік | Постпрацездатний вік |
| -------- | ------- | ------------------ | ---------------- | -------------------- |
| Чоловіки | 120     | 30                 | 81               | 9                    |
| Жінки    | 123     | 28                 | 76               | 19                   |
| Разом    | 243     | 58                 | 157              | 28                   |